# Italia in miniatura
Italia in miniatura est un parc de miniatures situé à Viserba, à Rimini, dans la région d’Émilie-Romagne en Italie.

## Origine
Créé par Ivo Rambaldi, après avoir visité plusieurs parcs en Europe, ce parc fut inauguré le 4 juillet 1970 en tant que parc de distraction sui generis qui, au-lieu de pointer sur des jeux d’action, proposait des reproductions à l’échelle d’environ 50 monuments italiens et européens, exposés sur une superficie de 20 000 m2 et qui demandèrent 3 années de travail.

## Aujourd'hui
Au début 2012, le parc occupe une superficie de 85 000 m2, décoré de 10 000 plantes avec une majorité de bonsaïs, les reproductions sont passées à 270 et le site emploie 150 personnes. En 2006, la fréquentation est montée à 500 000 visiteurs dont 14 % de touristes étrangers, ainsi qu’une nette majorité de familles et de groupes scolaires.

## Attractions

### Miniatures
La principale attraction du parc est le parcours le long de la botte italienne où les miniatures, réalisées en mousse de résine à échelle 1:25 ou 1:50, représentent les principaux monuments ou cités d’Italie suivis, après le franchissement des Alpes miniatures, des principaux sites européens.
La première miniature réalisée fut la basilique Saint-Apollinaire in Classe dont l’original du IXe siècle se trouve à l’entrée sud de Ravenne. Elle sera rejoint entre-autres par le Colisée de Rome, par une reconstitution à l’échelle 1:5 sur 6 600 m2 du Grand Canal et la miniature du Campanile de Saint-Marc de Venise.

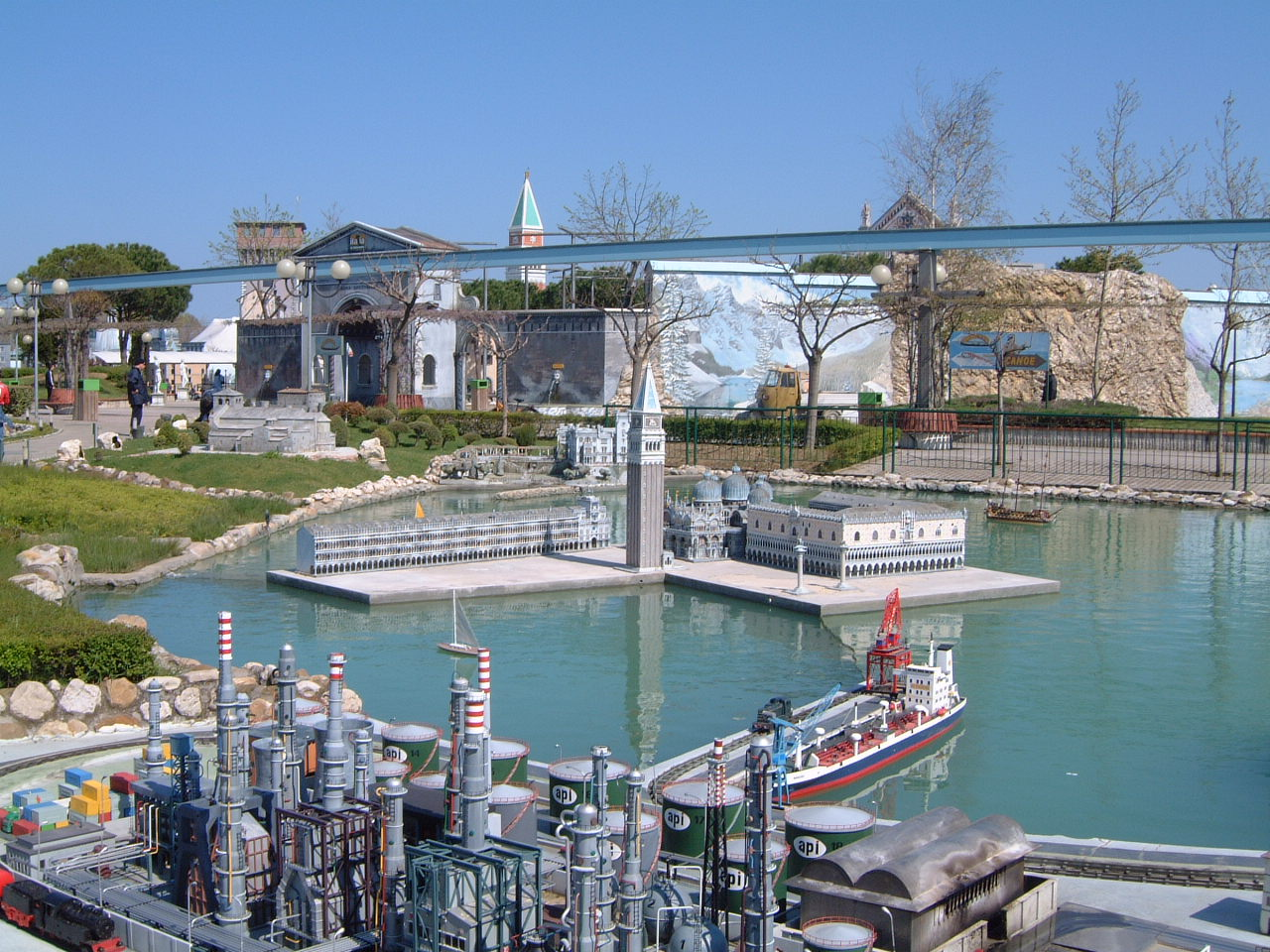
Le Grand canal
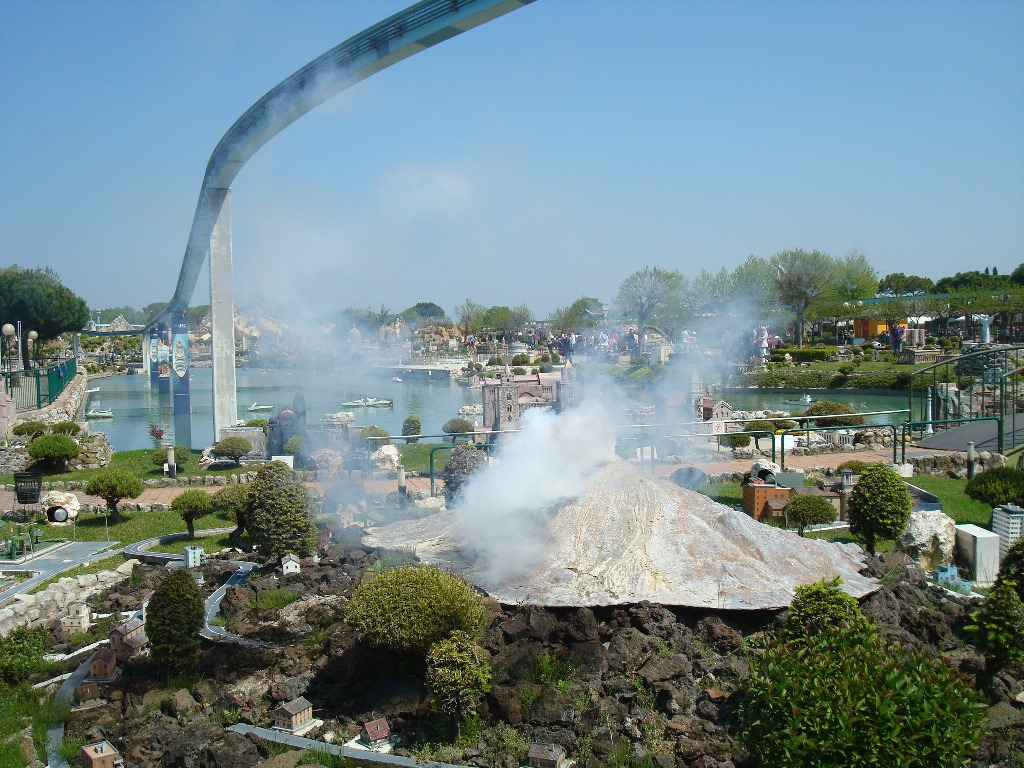
Le volcan Etna
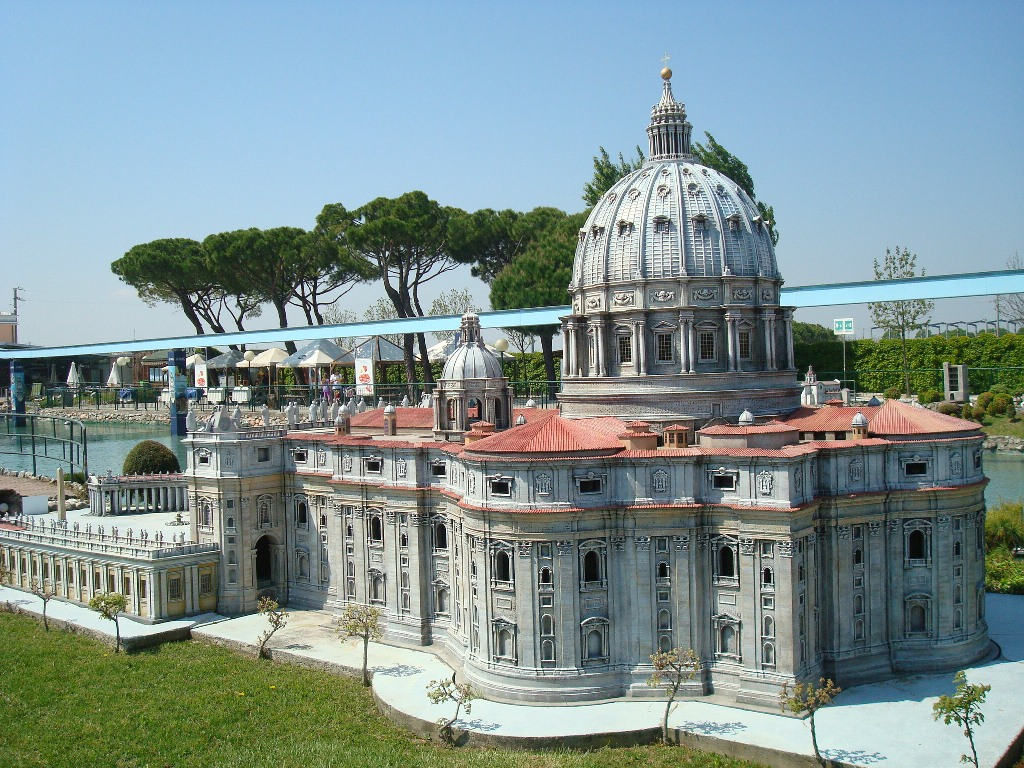
Le Vatican
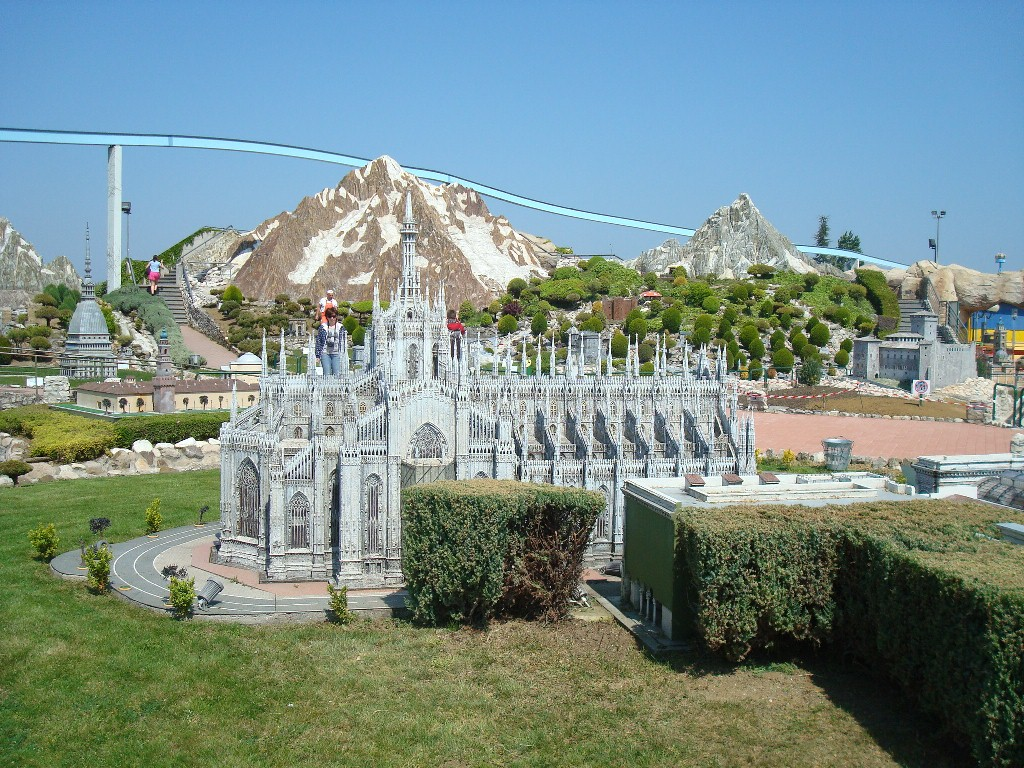
Le Dôme de Milan
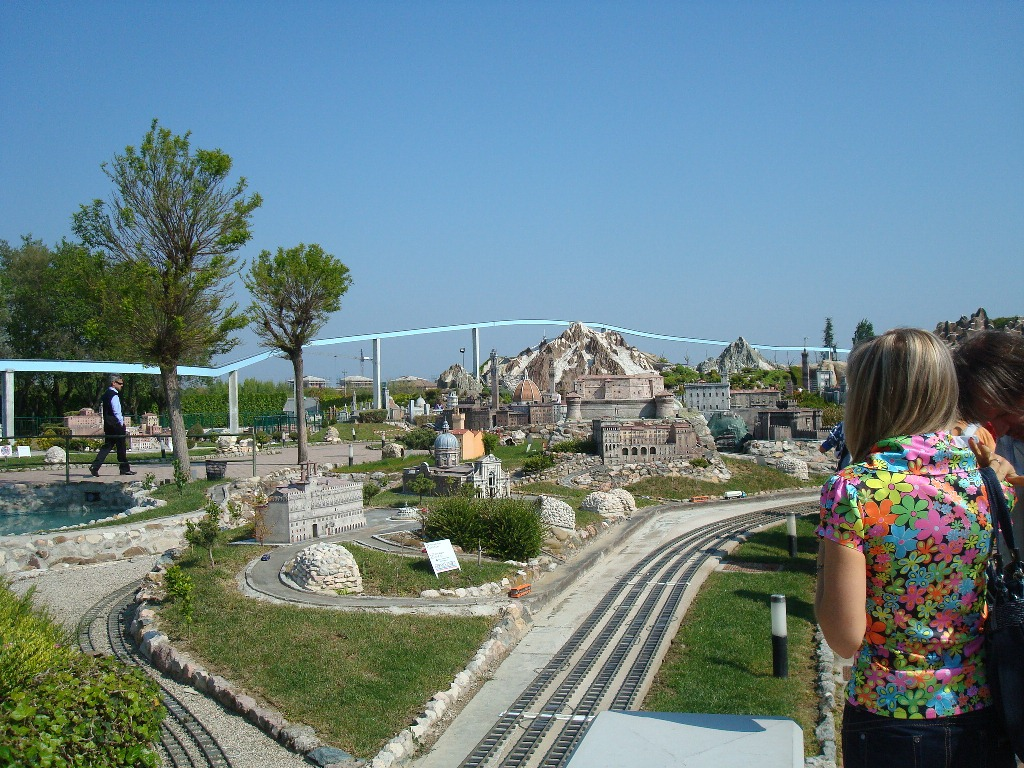
Le passage des Alpes
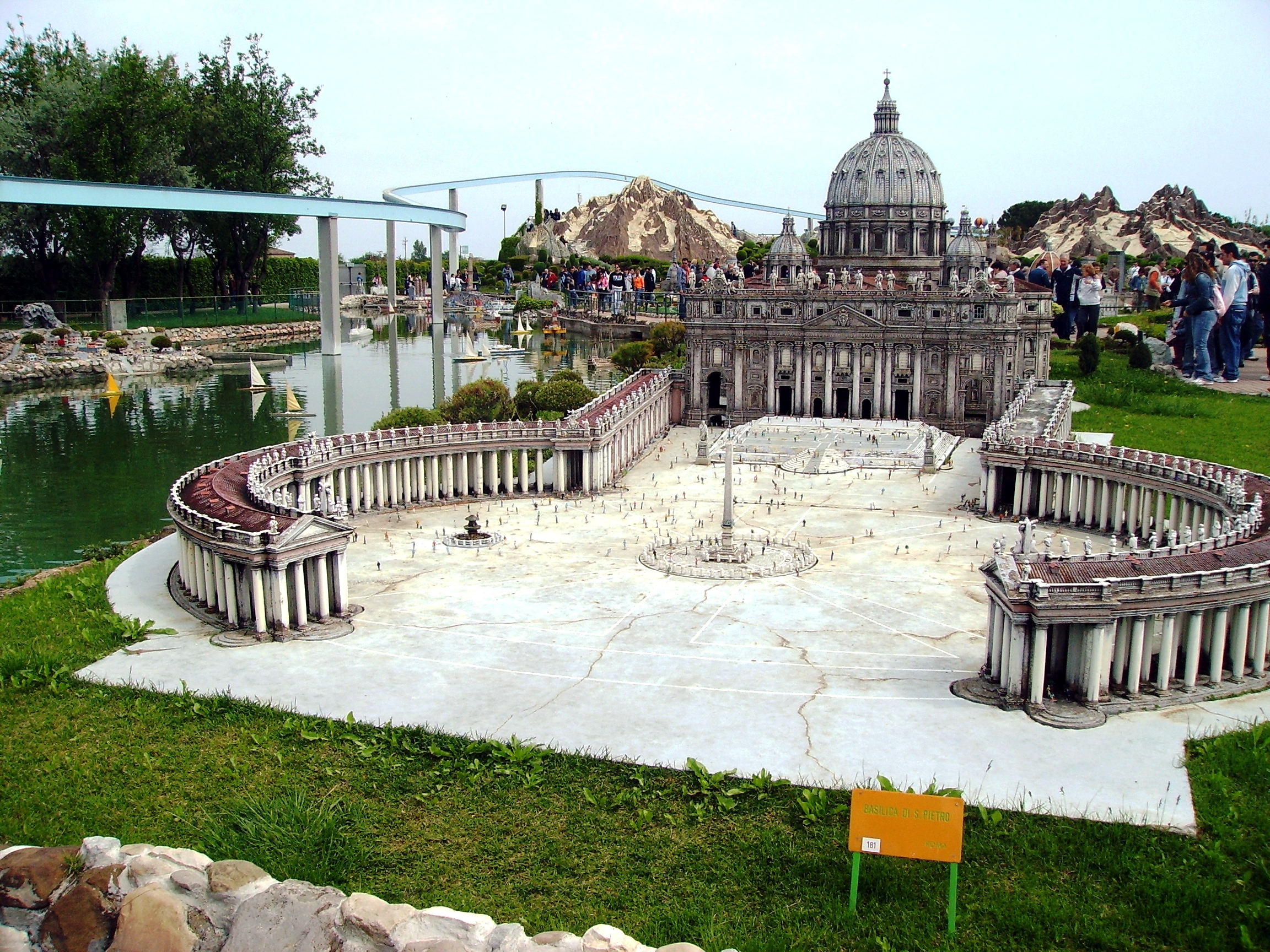
Miniature de la place Saint-Pierre
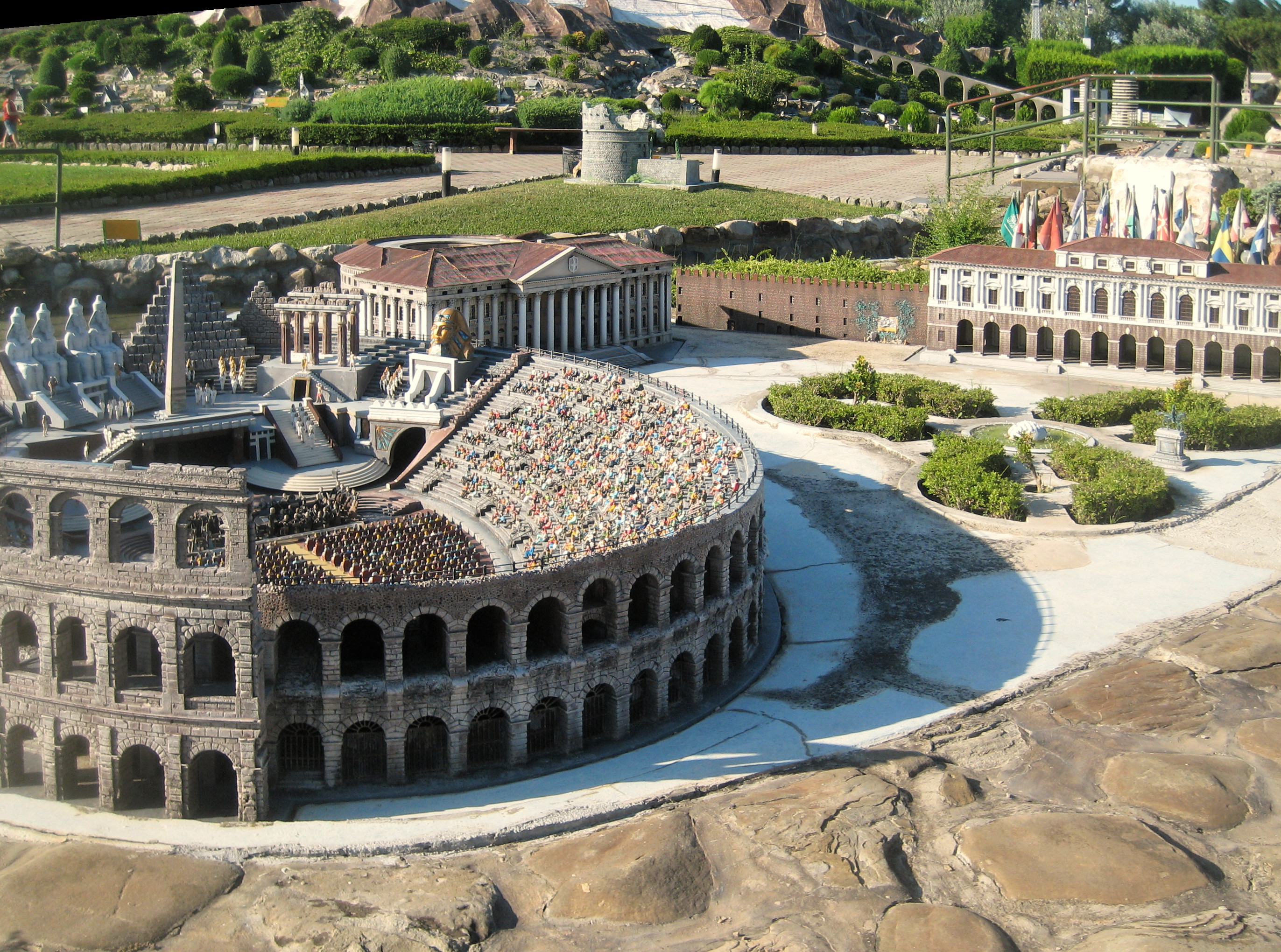
Miniature des arènes de Vérone
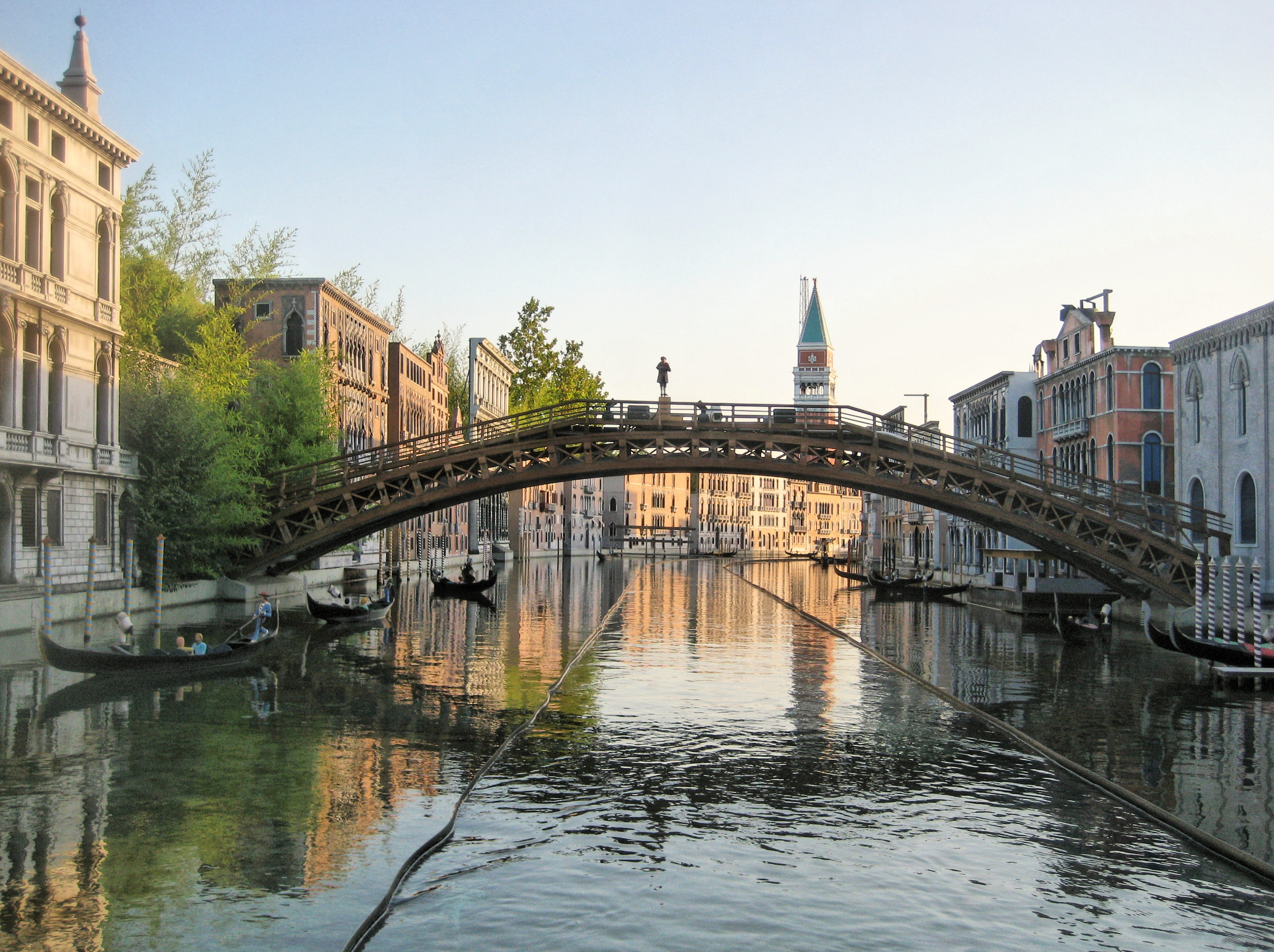
Venise au 1:5
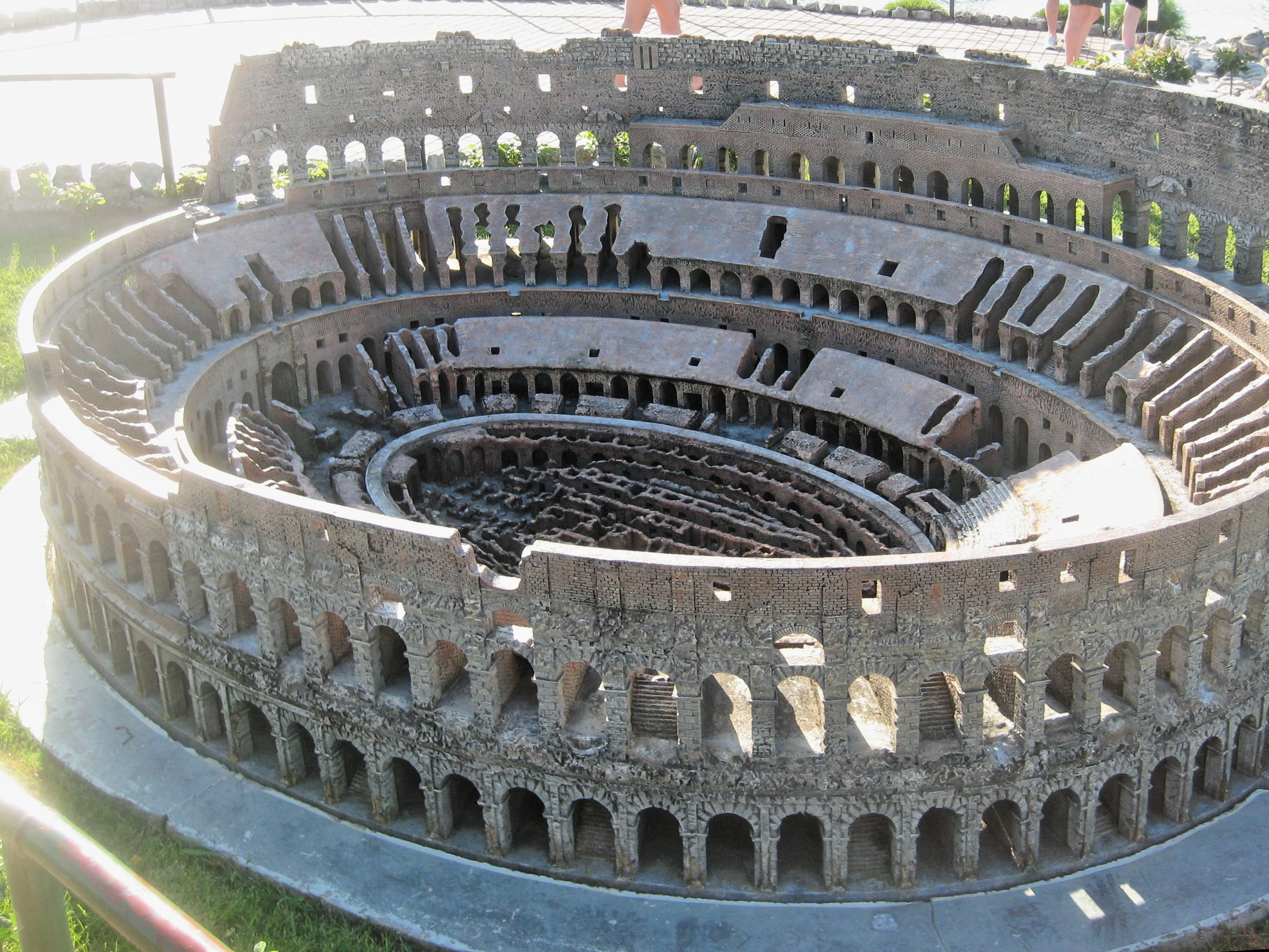
Miniature du Colisée
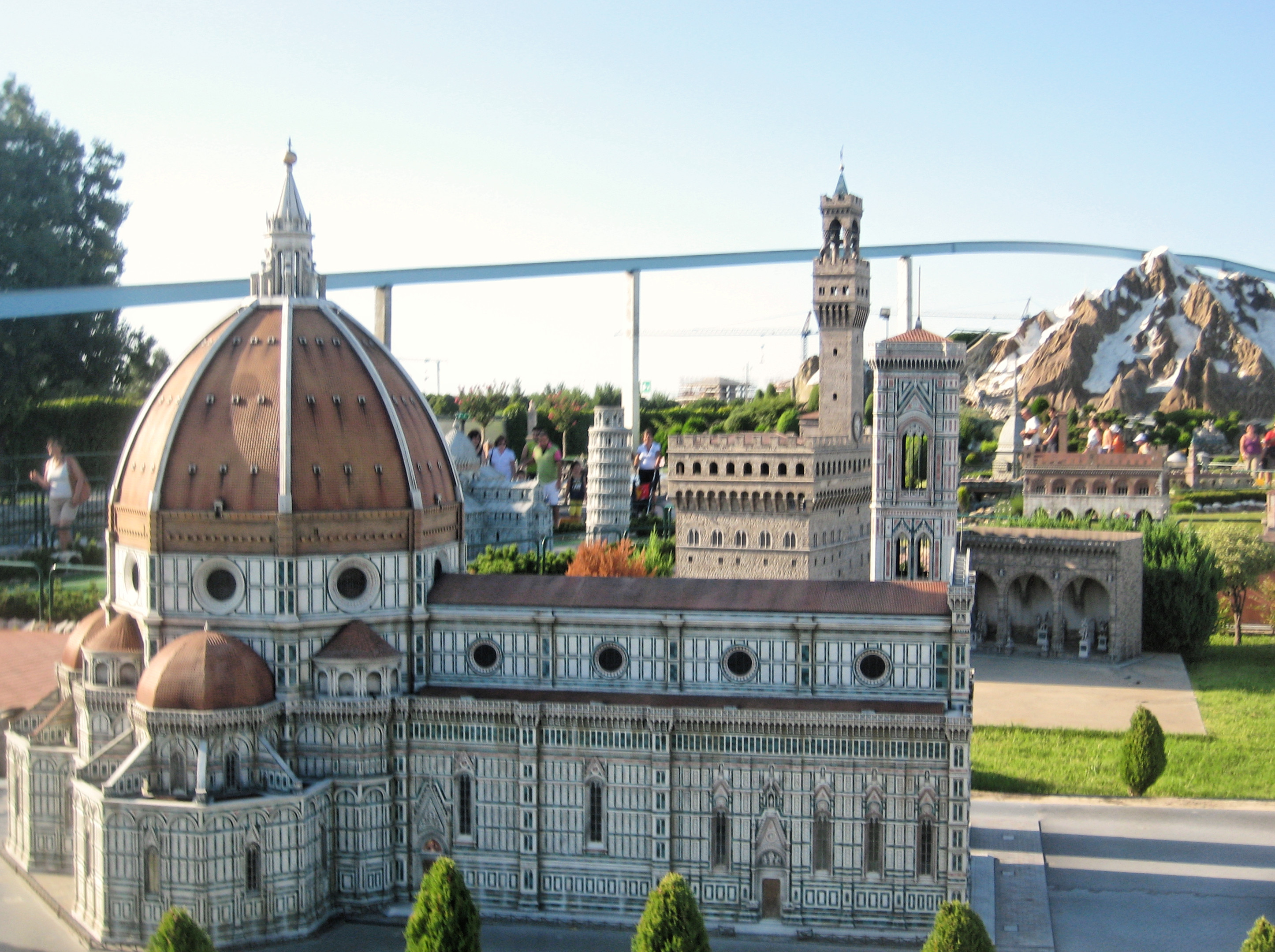
Miniature de la cathédrale Santa Maria del Fiore

### Autres attractions

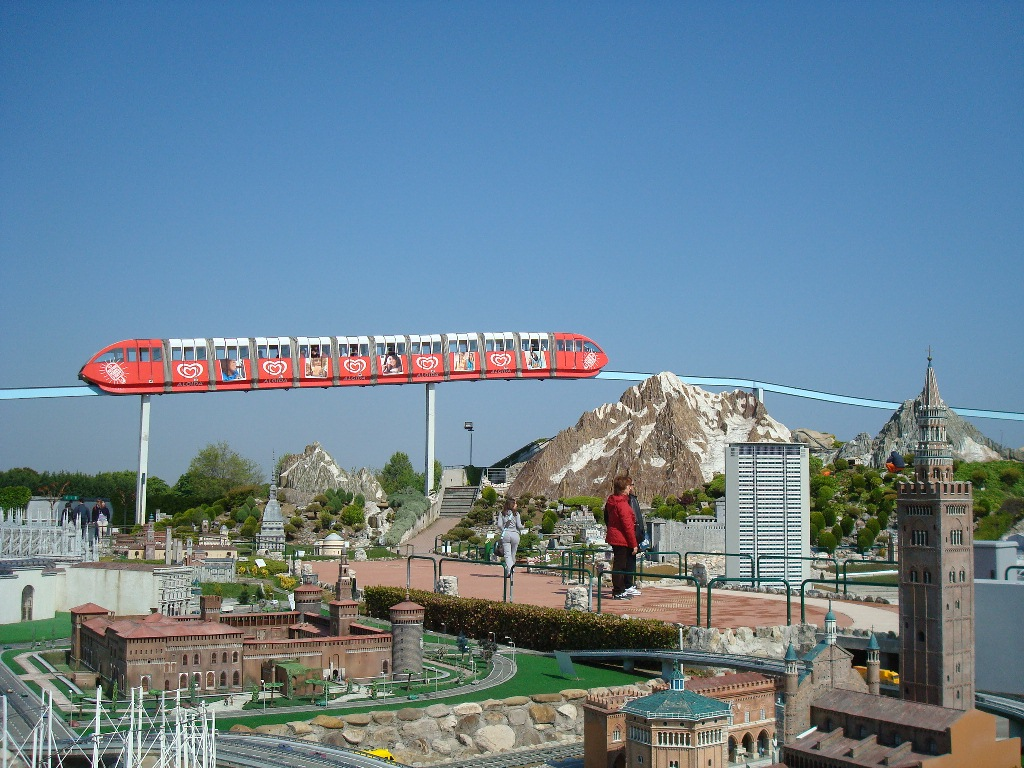
Monorail
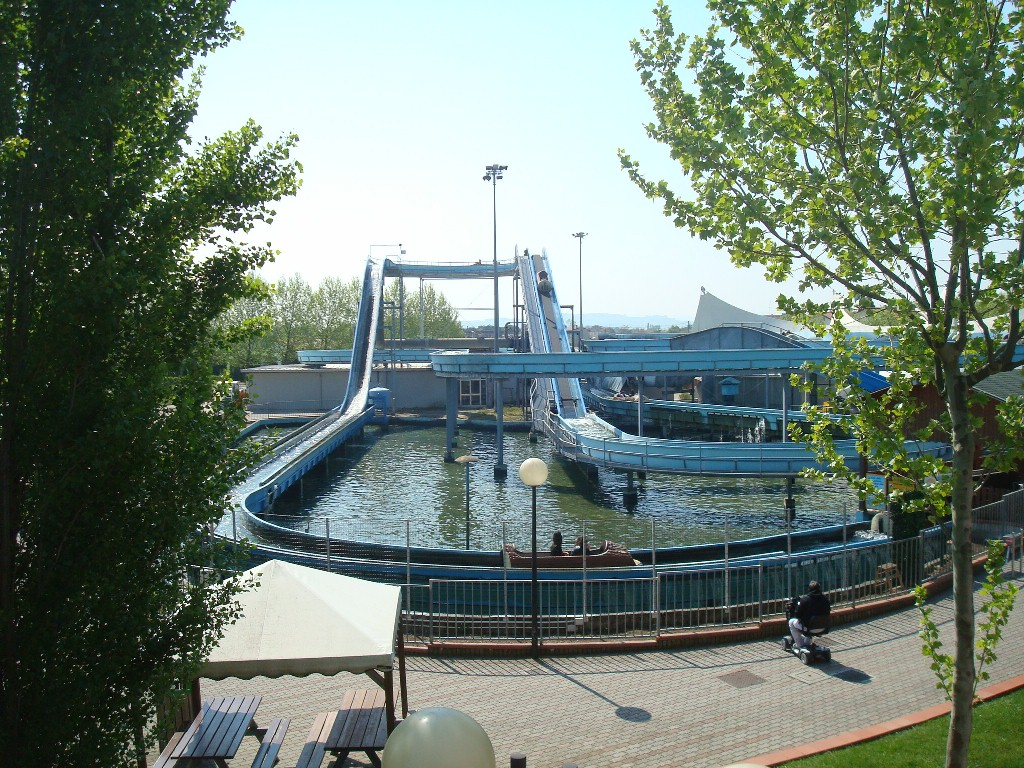
Parcours en canoë
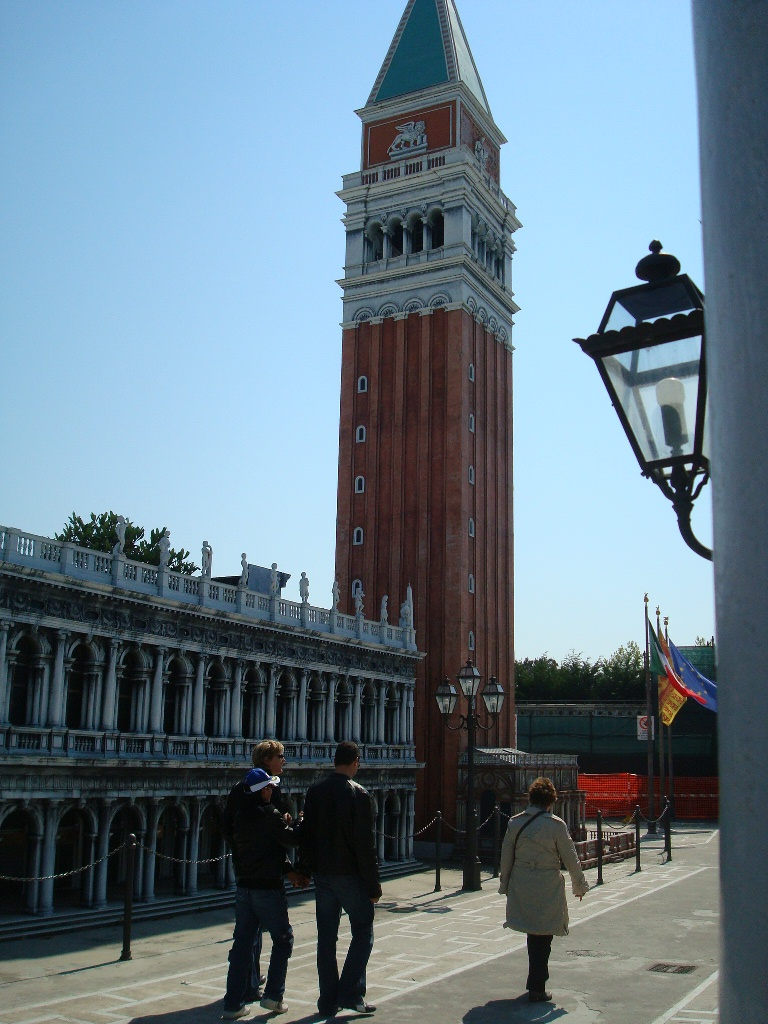
Venezia – le campanile
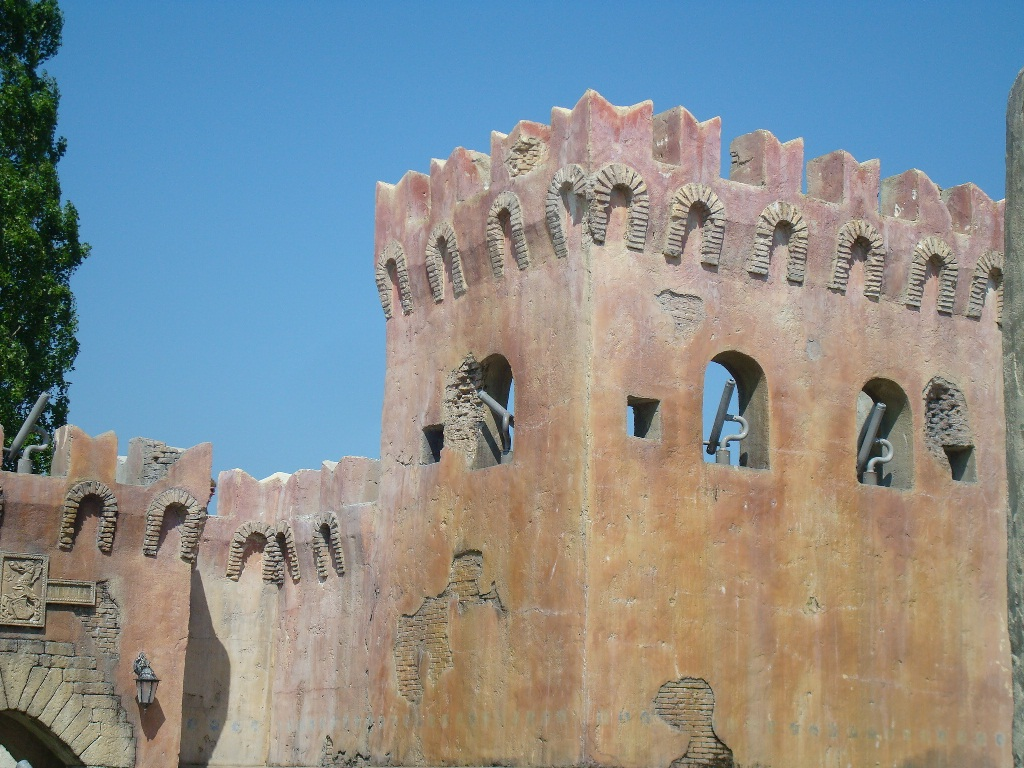
jeu des canons à eau

- Luna park della scienza (luna park de la science), attraction où il est possible de réaliser des expériences de physique ;
- Canoe (canoë), circuit de bûches de 1991 ;
- Sling shot, sling shot ;
- Torre panoramica (tour panoramique), Samba Tower de 10 m de haut, Zamperla ;
- Giostra cavalli (chevaux de carrousel), petit manège ;
- Piazza Italia laser & music show, un théâtre à ciel ouvert ;
- Arcobaleno, un parcours de 700 m en monorail à six m de haut qui fait le tour du site en huit minutes à 15 km/h qui, de la Sicile en miniature, survole la mer Tyrrhénienne, rejoint le mont Blanc, passe au-dessus des Alpes, survole la mer Adriatique, la mer Ionienne et retourne en Sicile. Premier monorail d’Italie ;
- Venezia, voyage sur une barque et à pieds à travers la reproduction à l’échelle de quelques canaux de Venise bordés de 119 reproductions fidèles de palais et monuments de la cité (le campanile atteint 20 m de haut). D'une superficie de 12 000 m2, cette reproduction est inaugurée en 1992, après neuf ans de travail ;
- Pinocchio, petit parcours scénique en plein air à travers l’histoire de Pinocchio ;
- Scuola guida interattiva (école de conduite interactive), parcours éducatif sur la circulation routière (pour les enfants de 6 à 12 ans) ;
- Cannonacqua (canon à eau), jeux d’eau au sein de la reproduction du Castel Sismondo de Rimini à l'échelle 1:3, où des canons à eau permettent de simuler une bataille entre les personnes positionnées derrière les créneaux et les assaillants restés au sol ;
- aires de jeux pour enfants, bateaux télécommandés, salle de jeux d'arcade, simulateur de vol ;
- Ancienne attraction : Piccola valle preistorica (petite vallée préhistorique), petit espace réservé aux reproductions de dinosaures et scènes de la vie préhistorique.

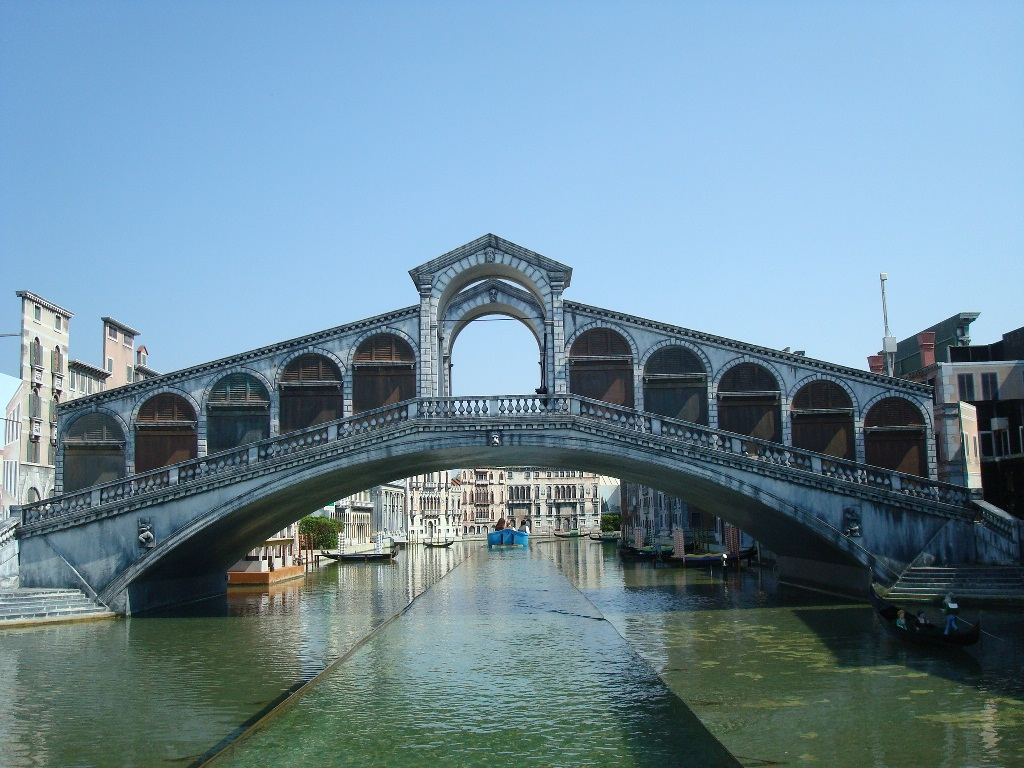
Venezia – pont du Rialto
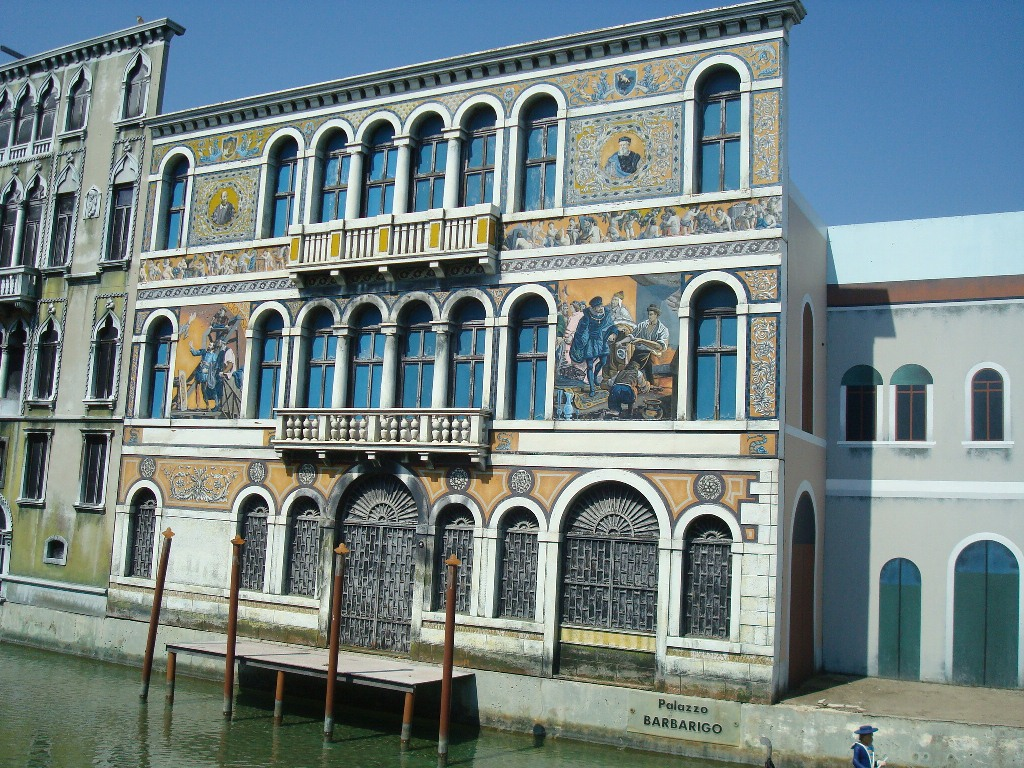
Venezia – un palais
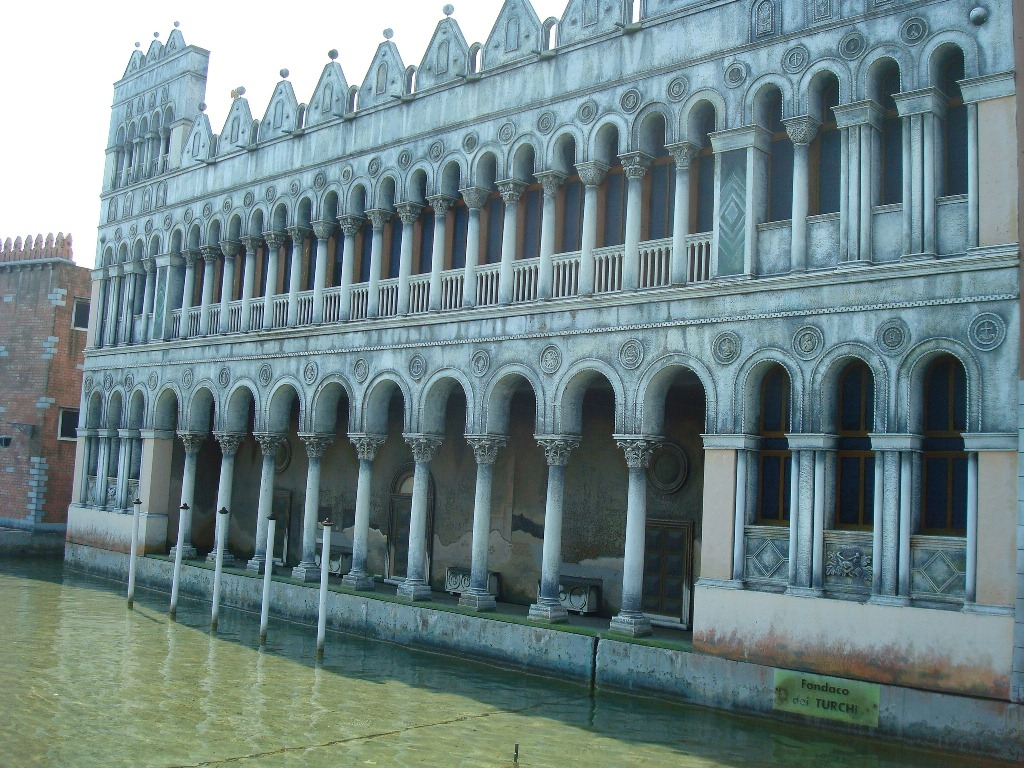
Venezia – un palais
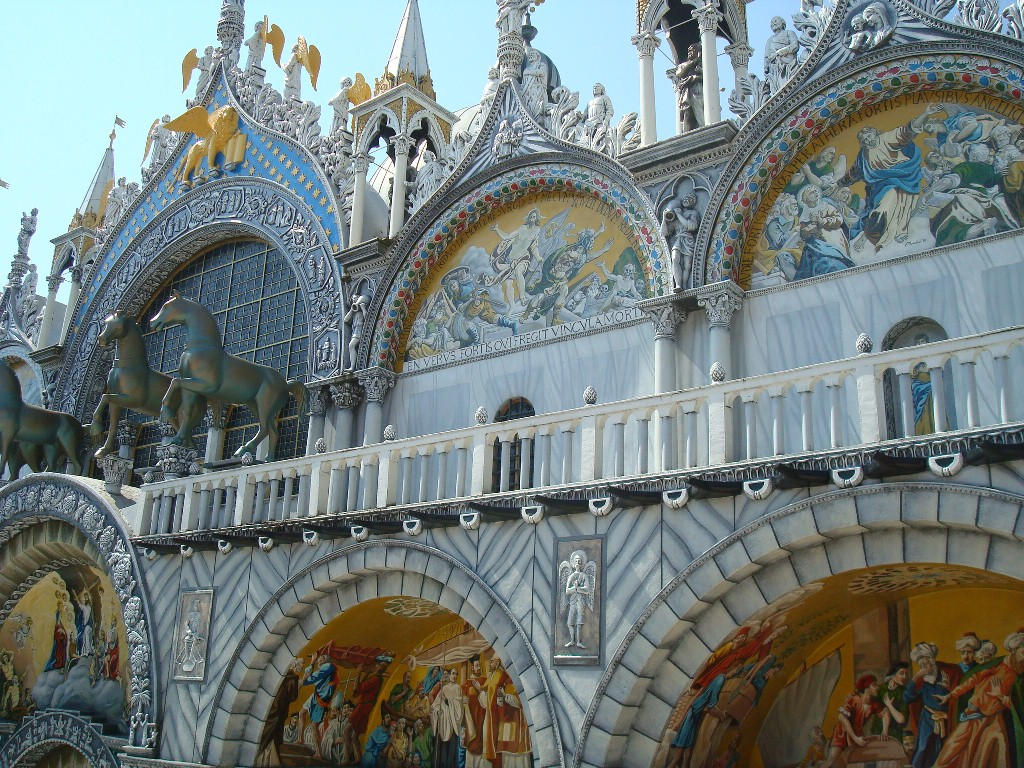
Venezia – détail d’une miniature

### Services
Sont présents : kiosques, restaurants, zone pique-nique, centre photographique et magasins de souvenirs. À l’extérieur se trouvent deux grands parkings payants.

### Source
- (it) Cet article est partiellement ou en totalité issu de l’article de Wikipédia en italien intitulé « Italia in miniatura » (voir la liste des auteurs) le 07/05/2012.